# Boumedfaâ (distrito)
Boumedfaâ é um distrito localizado na província de Aïn Defla, no norte da Argélia.[carece de fontes?] Sua capital é Boumedfaâ.

## Municípios
O distrito está dividido em dois municípios:
- Boumedfaâ
- Hoceinia